# Лёвенбройкеллер

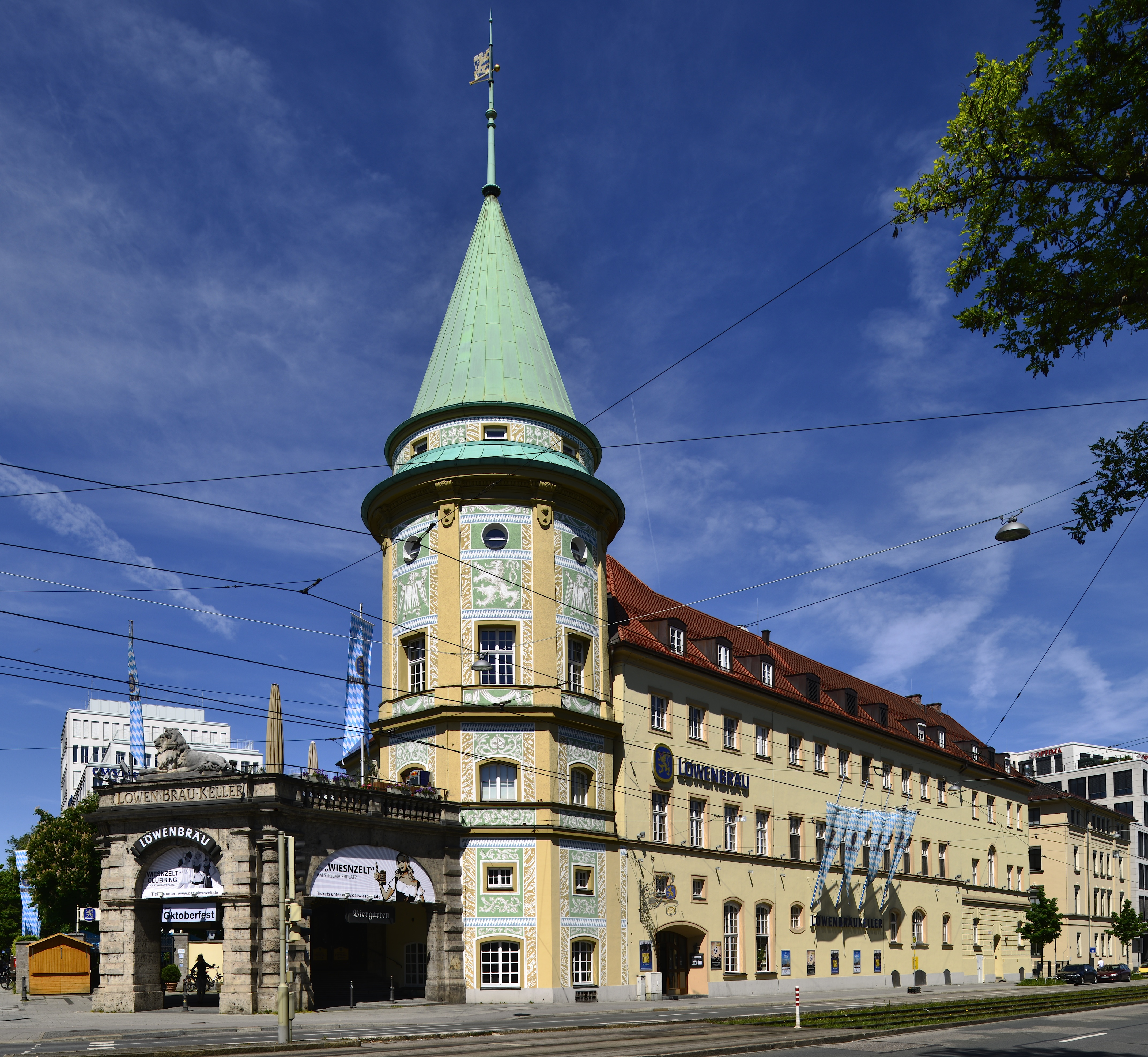
Лёвенбройкеллер

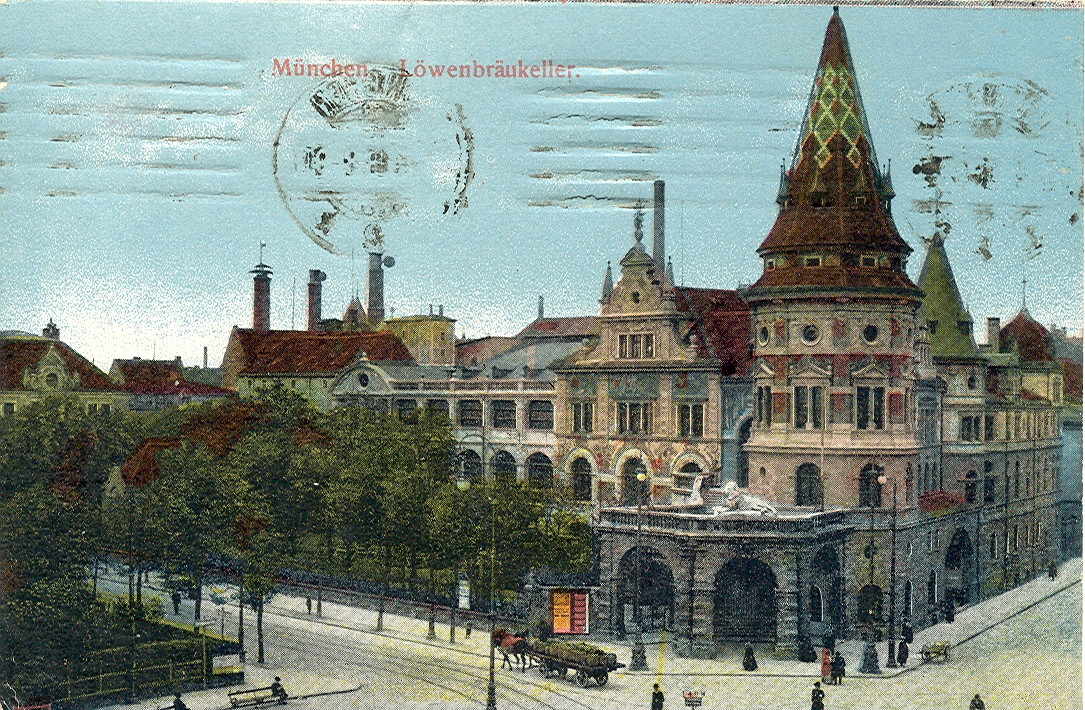
Лёвенбройкеллер на открытке 1918 года

Лёвенбройкеллер (нем. Löwenbräukeller) — один из самых больших и известных пивных залов Мюнхена, построенный пивоварней Löwenbräu. Расположен на Штигльмайерплац (Stiglmaierplatz) на углу Нимфенбургер (Nymphenburger) и Дахауэрштрассе (Dachauer Straße).
Здание пивной строилось в 1882—1883 годах и было открыто 14 июня 1883 года. Общая сумма расходов на строительство составила 413 311,11 марок. В 1893—1894 годах Лёвенбройкеллер был расширен, а на фасаде появились башни. Наибольшую сенсацию в то время произвело полное электрическое освещение всего здания.
С 1940 по 1943 годы в Лёвенбройкеллер отмечались годовщины «пивного путча» 1923 г., вместо пивного зала Бюргербройкеллер, в котором они отмечались вплоть до 1939 года. Это было связано с тем, что в 1939 г. Бюргербройкеллер был сильно поврежден взрывом бомбы, заложенной Георгом Эльзером, пытавшимся совершить покушение на Гитлера. Бюргербройкеллер оставался непригодным для празднования до окончания войны. 8 ноября 1941 года Адольф Гитлер выступил в Лёвенбройкеллер с 55-минутной речью. 8 ноября 1942 года он посвятил речь Сталинградской битве, которую он в тот момент считал выигранной.
17 декабря 1944 года, в конце Второй мировой войны, главный зал Лёвенбройкеллер был полностью разрушен. В 1950 году его перестроили. В 1955 году были отремонтированы все фасады, в том числе башни.
В ночь с 23 на 24 июля 1986 года полностью сгорел зал с галереей, балкон и сценическое пространство Лёвенбройкеллер. Восстановление было проведено по планам архитекторов пивоваренного завода.